# Henri François Anne de Roussel
Henri-François-Anne de Roussel  (Saint-Bômer-les-Forges, 11 de julio de 1748 - Caen, 17 de febrero de 1812, fue un médico y naturalista francés.

## Biografía
En 1767, obtuvo la maestría en Artes por la Universidad de Caen, permaneció algún tiempo en París después de obtener el doctorado. En julio de 1773, retornó a Caen, fecha en donde se convierte en titular de una cátedra. En 1775 es miembro asociado del Colegio de Medicina y de Ciencias médicas de Lyon después de escribir una disertación en latín, respondiendo a cuestiones de esa asamblea sobre eczemas. En 1776, se interesa en la viruela, sus diferentes formas y su tratamiento, y basado en sus observaciones, trabajó Jenner. El gobierno le confió las cátedras de medicina y botánica, y de física experimental y de química, y, finalmente, de historia natural.
De 1786 a 1789 y de 1801 a 1812, fue director del Jardín Botánico de Caen, profesor de medicina de la Universidad de Caen, Roussel fue autor de numerosas obras de medicina y de botánica. Pertenecía a la familia de Jean-Henry Roussel de la Bérardière, profesor de derecho en la misma universidad.

## Honores

### Membresías
- Academia de Ciencias, Artes y Letras de Caen (1778),

### Eponimia
Género
- (Urticaceae) Rousselia Gaudich.[5]

Especies
- (Arecaceae) Acanthophoenix rousselii N.Ludw.[6]

- (Proteaceae) Macadamia rousselii (Vieill.) Sleumer[7]

- (Proteaceae) Virotia rousselii (Vieill.) P.H.Weston & A.R.Mast[8]

- (Rosaceae) Rosa rousselii Ripart ex Déségl.[9]

## Algunas publicaciones

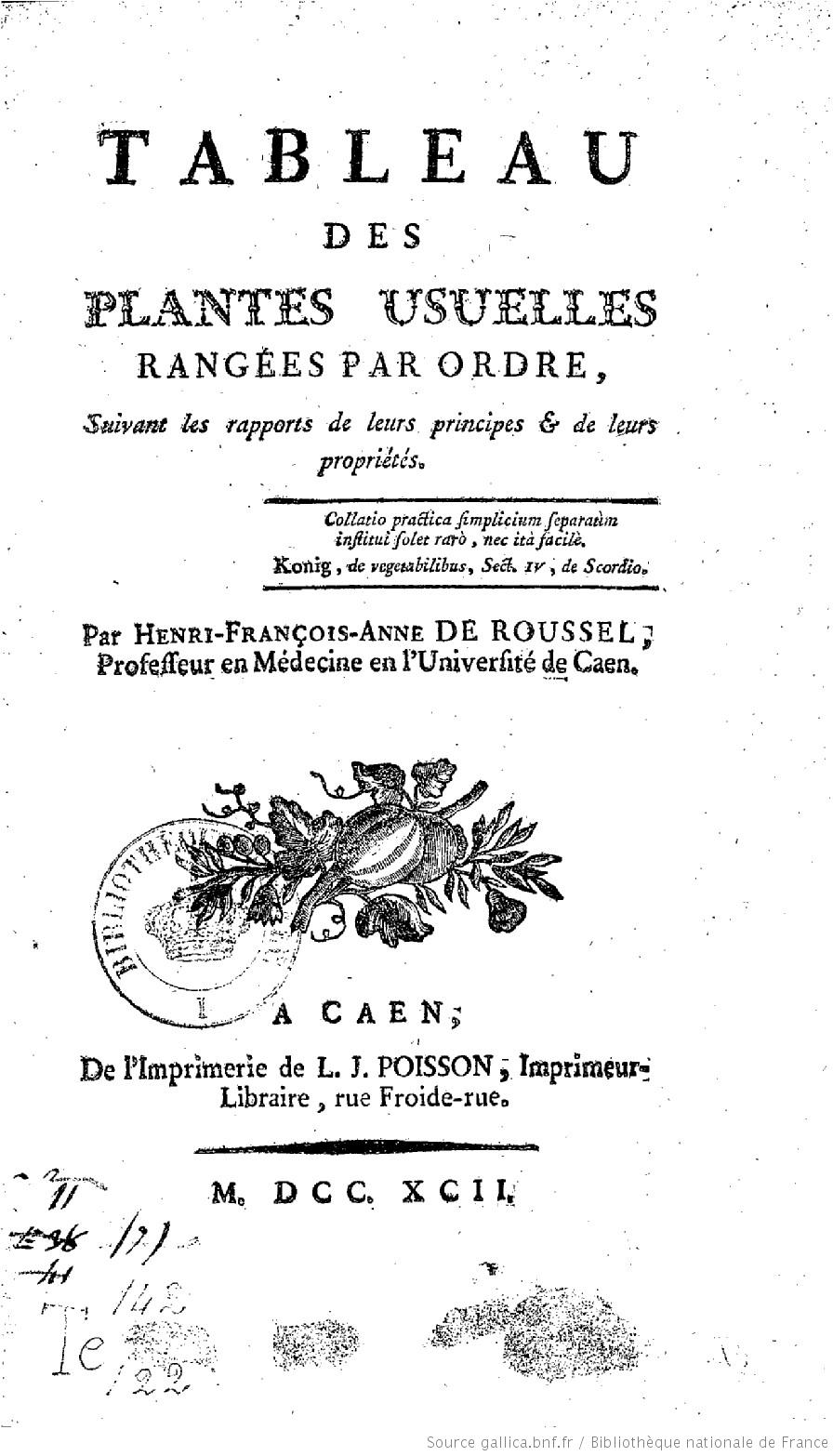
"Tableau des plantes usuelles rangées par ordre".

- (en latín) Questio medica... An quo propius hypomoclio inseruntur musculi, eo majores ossium apophises musculares? [con François Benjamin Félix Cabaret],[Cadomi, Apud Joannem-Claudium Pyron], 1775, 8 pp.

- (en latín) Dissertatio de variis herpetum speciebus: Causis, symptomatibus, morbis ab herpetica lue oriundis, et remediis expugnandae cuilibet affectioni herpeticae idoneis, duplici praemio donata ab Ill. Med. Lugdun. Collegio subsequentes quaestiones annis 1773, 1775 tractandas moventi his verbis... "Quelles sont les différentes espèces de Dartres? Quels en sont les différens principes? A quels symptômes peut-on reconnoître le vice dartreux? Quelles sont les maladies qui en dépendent? Comment combattre ces différens principes dans leurs differens états?" Auctore H. F. A. de Roussel..., Cadomi, apud Joannem-Claudium Pyron, 1779

- Recherches sur la petite vérole: sa marche, ses nuances, & les meilleurs moyens de la traiter; con des observations sur l'epidémie qui a régné dans Anfréville & les environs... sur la nature de gas inflammables & détonnans, & les meilleurs moyens de prévenir leurs pernicieux effets, on d'y remédier... & sur la dyssenterie epidémique qui a régné l'année 1779, dans la ville de Caen & ses environs, Caen, G. Le Roy, 1781

- Tableau des plantes usuelles rangées par ordre: suivant les rapports de leurs principes et de leurs propriétés., Caen, L.J. Poisson, 1792

- Thèses sur la matière médicale qui seront soutenues aux Écoles sous la présidence du Cit.: De Roussel., Caen, [1794]

- Élémens de chymie et de physique expérimentale: à l'usage des Écoles centrales du Calvados, Caen, Chez la veuve Poisson, Sixième Année Républicaine [i.e. 1798]

- Observations sur la nature de l'atrabile: et sur le traitement des maladies atrabilieuses: lues au Conseil de santé du Département du Calvados le 5 Ventôse an VIII, Caen, Impr. de la veuve Poisson, [1800].
- Rapport sur les productions du Conseil de santé du Département du Calvados, Caen, Chez F. Poisson, An XI [i.e. 1803]

- Observations sur les maladies qui resultent de la température des saisons de l'annee, Caen: F. Poisson, [1803]

- Flore du Calvados et des terreins adjacens: composée suivant la méthode de M. Jussieu, comparée avec celle de Tournefort et de Linné, Caen, Impr. de F. Poisson, 1806

- Notice sur deux plantes à ajouter à la flore française [juncus multiflorus et vicia poliphylla (sic)], [S. l.: s. n.], [18..]